# گانلاک (یوتا)
گانلاک (به انگلیسی: Gunlock) یک منطقهٔ مسکونی در ایالات متحده آمریکا است که در شهرستان واشینگتن، یوتا واقع شده‌است. گانلاک ۱٬۱۱۴٫۹۷ متر بالاتر از سطح دریا واقع شده‌است.